# John Riccitiello
John Riccitiello ( / r ɪ k ɪ t ɛ l oʊ / ) est un dirigeant américain. Il a été chef de la direction (CEO) de Unity Technologies, ainsi que PDG, chef de l’exploitation et président d’Electronic Arts et enfin, cofondateur de la société de capital-investissement Elevation Partners en 2004. Riccitiello a siégé à plusieurs conseils d'administration, notamment ceux de la Entertainment Software Association, du Entertainment Software Rating Board, de la Haas School of Business et de la USC School of Cinematic Arts. Il est connu pour être responsable de l'ultra monétisation des jeux en ligne.

## Petite enfance et éducation
John Riccitiello est né à Érié, en Pennsylvanie. Il a obtenu son baccalauréat en sciences à l'Université de Californie, Berkeley 's Haas School of Business en 1981.

## Carrière
Au début de sa carrière, Riccitiello a travaillé chez Clorox et PepsiCo et a occupé le poste de directeur général de la division Häagen-Dazs de Grand Metropolitan,. Il a été nommé président et chef de la direction de Wilson Sporting Goods, ainsi que président du conseil de MacGregor Golf, à la fin de 1993. Il a ensuite été président et directeur général de l'unité Sara Lee Bakery Worldwide de Sara Lee Corporation, de mars 1996 à septembre 1997.
Riccitiello a rejoint la société de jeux vidéo Electronic Arts (EA) en octobre 1997 occupant ses fonctions de président et chef de l’exploitation jusqu’en 2004,. Il a quitté la société pour co-fonder et servir en tant que partenaire d' Elevation Partners, une société de capital-investissement spécialisée dans les secteurs du divertissement et des médias, avec Roger McNamee et Bono,.  Riccitiello est revenu à EA pour y occuper le poste de directeur général de février 2007 à mars 2013 lorsque le conseil d'administration a accepté sa démission en raison des performances financières de la société. Après EA, il a travaillé comme conseiller auprès de jeunes entreprises et est devenu un investisseur précoce dans Oculus VR.
Riccitiello est devenu PDG d' Unity Technologies à la fin de 2014, après avoir déjà consulté et rejoint le conseil d'administration de la société de technologie en novembre 2013,,. Durant son mandat, il a supervisé deux levées de fonds, collectant 181 millions de dollars en 2016 et 400 millions de dollars en 2017 Il a également travaillé pour que le moteur de jeu d'Unity soit intégré au kit de développement logiciel d'Oculus. Riccitiello a mené des activités visant à développer l'utilisation des outils logiciels Unity au - delà des jeux, dans des secteurs tels que la conception automobile , la construction et le cinéma,.

### Service de conseil
Riccitiello a présidé le Entertainment Software Association et le Conseil d'évaluation des logiciels de divertissement au début des années 2010,,. Il a siégé au conseil d'administration de la Haas School of Business, ainsi qu'au conseil des conseillers de la USC School of Cinematic Arts de l'université du Sud de la Californie,.

## Reconnaissance
Riccitiello a été intronisé dans la Haas School of Panthéon des Affaires et a été classé 39 sur Sports Illustrated ' liste 2013 des « 50 personnes les plus influentes dans le sport »,.

## Vie privée
Riccitiello a deux filles et a vécu dans diverses villes, notamment les villes américaines de Birmingham, Alabama, Chicago, New York et San Francisco, ainsi que Düsseldorf, Londres, Nicosie et Paris. Il a été décrit comme "politiquement actif" et a fait un don à la campagne présidentielle de Barack Obama en 2008,.  Riccitiello a prononcé un discours d'ouverture à son alma mater en 2011  Il aime le ski, le tennis et les jeux vidéo.